# Strada statale 186 di Monreale
La strada statale 186 di Monreale (SS 186) è una strada statale italiana che collega Palermo a Partinico.

## Storia
La strada statale 186 venne istituita nel 1953 con il seguente percorso: "Palermo - Monreale - Innesto con la SS. n. 113 a Partinico."

## Descrizione
Ha inizio nel centro di Palermo in Piazza Indipendenza, dalla quale esce in direzione sud-ovest lungo corso Calatafimi. Dopo aver superato viale della Regione Siciliana, raggiunge il quartiere periferico di Mezzomonreale dove è presente il bivio per Monreale.
La strada quindi aggira mediante una circonvallazione il centro abitato e prosegue percorrendo le pendici meridionali del monte Gibilmesi, fino a raggiungere Borgetto e Partinico, dove si innesta sulla strada statale 113 Settentrionale Sicula. Costituisce insieme alla tratta Partinico - Trapani della SS 113 Settentrionale Sicula ,uno dei due collegamenti stradali tra Palermo e Trapani.L'altro collegamento è costituito dalla SS 113 Settentrionale Sicula da Palermo a bivio San Cataldo e dalla SS 187 di Castellammare, tragitto che corre più vicino alla costa.

### Tabella percorso
| di Monreale |                                                    |      |           |
| Tipo        | Indicazione                                        | ↓km↓ | Provincia |
|             | Palermo Piazza Indipendenza                        | 0,0  | PA        |
|             | Circonvallazione di Palermo                        | 2,1  | PA        |
|             | Mezzomonreale                                      | 3,3  | PA        |
|             | per Monreale                                       | 4,5  | PA        |
|             | Monreale                                           | 7,8  | PA        |
|             | per Monreale                                       | 9,4  | PA        |
|             | Pioppo                                             | 13,8 | PA        |
|             | per Giacalone, SS 624                              | 15,8 | PA        |
|             | Valico di Renda                                    | 18,0 | PA        |
|             | Borgetto                                           | 25,0 | PA        |
|             | Borgetto - Contrada Ramo Partinico - Contrada Ramo | 26,5 | PA        |
|             | Partinico per San Cipirello - Lago Poma            | 28,6 | PA        |
|             | Settentrionale Sicula per Montelepre Partinico     | 29,2 | PA        |